# Saint-Joachim

Saint-Joachim este o comună în departamentul Loire-Atlantique, Franța. În 2009 avea o populație de 3,997 de locuitori.